# Colli Aminei (stacja metra)
Colli Aminei – stacja metra w Neapolu, na Linii 1 (żółtej). 
Znajduje się pod via Saverio Gatto. Stacja obsługuję między innymi Museo di Capodimonte.
Stacja została otwarta 28 marca 1993.